# 1862 en Bretagne
 Chronologie de la Bretagne
- 1858
- 1859
- 1860
- 1861
- 1862
- 1863
- 1864
- 1865
- 1866

Cette page recense des événements qui se sont produits durant l'année 1862 en Bretagne.

## Événements

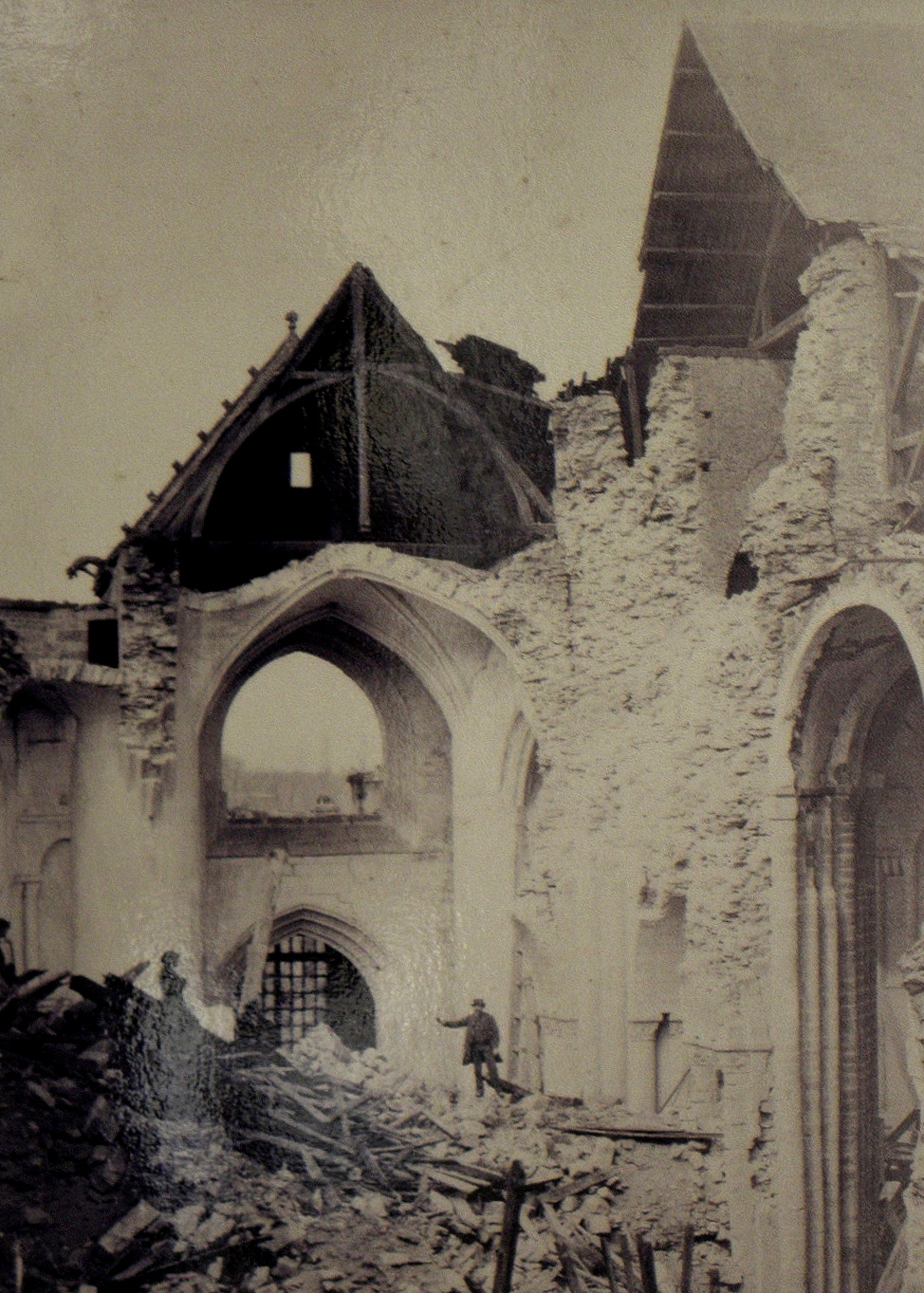
L'abbatiale Sainte-Croix de Quimperlé après l'effondrement de la tour en 1862.

- 21 mars : écroulement de la tour de l'abbatiale Sainte-Croix de Quimperlé[1].
- 21 septembre : inauguration de la ligne ferroviaire de Rennes à Redon.
- 26 septembre : inauguration de la ligne ferroviaire de Savenay à Lorient.

## Constructions
À l'ouverture des lignes ferroviaires, inauguration des gares de : Auray • Bruz • Elven • Guichen - Bourg-des-Comptes • Hennebont • Landaul-Mendon • Landévant • Lorient • Malansac • Messac - Guipry • Questembert • Redon • Saint-Jacut • Sainte-Anne • Vannes
- en Côtes-du-Nord
  - Inauguration du viaduc de La Méaugon, franchissant le Gouët.

- en Finistère

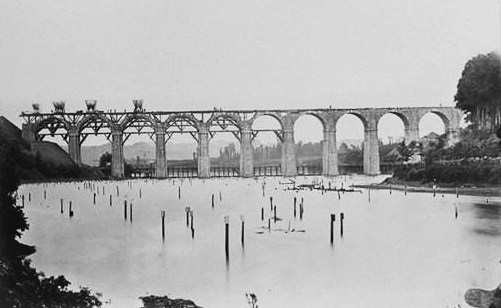
Le viaduc de Kerhuon en construction en 1862.

  - Fort de Sainte-Marine à Combrit-Sainte-Marine.
  - Début de reconstruction de l'église Saint-Pierre-aux-Liens de Mellac, d'après les plans de Joseph Bigot[2].
  - Église Saint-Yves de Ploudaniel.
  - Manoir de Pen-ar-Hoat à Pont-l'Abbé.
  - Inauguration du viaduc de Quimperlé, franchissant la Laïta[3].
  - Début de la construction du viaduc de Kerhuon au Relecq-Kerhuon.
  - Reconstruction de la chapelle Saint-Guénolé de Scaër[4].
- en Ille-et-Vilaine
  - Mairie de Baguer-Pican[5].
  - Achèvement du gros-œuvre de l'église Sainte-Trinité de Boisgervilly, de l'architecte Louis Leray[6].
  - Château du Riffay, à Chanteloup[7].
  - Bas-côtés de l'église Saint-Martin de Meillac[8].
  - Achèvement de l'église Notre-Dame de Montreuil-des-Landes, sous la direction de Marie-Joseph Brune[2].
  - Bureau d'octroi de Châtillon, à Rennes.

## Protections
Publication de la deuxième liste des monuments historiques :
| - Côtes-du-Nord : - Basilique Saint-Sauveur de Dinan - Église Notre-Dame de Lamballe - Abbaye de Beauport - Menhir de la Roche Longue - Château de Tonquédec | - Finistère : - Aqueduc de Carhaix-Plouguer - Alignements de Ty-ar-C'huré - Chapelle Sainte-Anne de Daoulas - Église Saint-Goulven de Goulven - Église Saint-Mélar de Lanmeur - Église Saint-Nonna de Penmarc'h - Collégiale Notre-Dame de Roscudon - Cathédrale Saint-Corentin de Quimper - Église Saint-Jean-Baptiste de Saint-Jean-du-Doigt | - Ille-et-Vilaine : - Château de Fougères - Celliers de Landéan - Abbatiale Saint-Sauveur de Redon - Loire-Inférieure : - Chapelle Notre-Dame-du-Mûrier de Batz-sur-Mer - Cathédrale Saint-Pierre-et-Saint-Paul de Nantes | - Morbihan : - Forteresse de Largoët - Alignements de Kerzérho - Basilique Notre-Dame-de-Paradis d'Hennebont - Cromlech de Kergenan - Église de la Nativité de l'Île-d'Arz - Tumulus de Rondossec |

## Naissances
- René de Laigue (Paris, 1862 ; Redon, 1942), directeur de La Revue de Bretagne, secrétaire de l'union régionaliste bretonne puis de l'association bretonne.
- Toussaint Le Garrec (Kergrist-Moëlou, 1862 ; Morlaix, 1939), poète et auteur de pièces de théâtre de langue bretonne.
- Jacques de Thézac (Orléans, 1862 ; Combrit, 1936), fondateur des abris du marin.
- 5 janvier : Albert Peyronnet (Brest, 1862 ; Nice, 1958), homme politique
- 20 janvier : Augustin Hamon (Nantes, 1862 ; Penvénan, 1945), écrivain, philosophe, journaliste, traducteur en français de George Bernard Shaw.
- 6 mars : Joachim-Pierre Buléon (Plumergat, 1862 ; Dakar, Afrique-Occidentale française, 1900), vicaire apostolique de Sénégambie et préfet apostolique du Sénégal.
- 11 mars : Jean Lemaistre (Paimbœuf, 1862 ; Noyal-sur-Vilaine, 1951), homme politique.
- 17 mars : Yves Picot (Brest, 1862 ; La Valette-du-Var, Var, 1938), colonel d'infanterie et homme politique.
- 28 mars : Aristide Briand (Nantes, 1862 ; Paris, 1932), plusieurs fois ministre et chef du gouvernement français.
- 11 avril : Adeline Boutain (Machecoul, 1862 ; Croix-de-Vie, Vendée, 1946), photographe et éditrice de cartes postales.
- 13 avril : Jean-Baptiste Ollitrault de Keryvallan (Quintin, 1862 ; Rome, 1929), abbé général de l'ordre cistercien de la stricte observance.
- 3 juin : Charles Rolland (Lannéanou, 1862 ; Guerlesquin, 1940, compositeur et musicien de langue bretonne.
- 16 juin : Eugène Brager de La Ville-Moysan (Nantes, 1862 ; Rennes, 1936), homme politique.
- 21 juin : Pierre-Émile Cornillier (Nantes, 1862 ; après 1933), peintre et écrivain.
- 30 septembre : Eugène Barthes (Brest, 1862 ; Paris, 1950), vice-amiral.
- 10 août : Eugène Lageat (Trévou-Tréguignec, 1862 ), photographe et éditeur de cartes postales.
- 16 août :
  - Olivier-François Ameline (Saint-Coulomb, 1862 ; Saint-Malo, 1935), homme politique.
  - Jacques Le Cardinal de Kernier (Val d'Izé, 1862 ; Val-d'Izé, 1932), homme politique.
- 21 septembre : Maurice Chabas (Nantes, 1862 ; Versailles, 1947), peintre.
- 4 octobre : Émile de Kervenoaël (Nantes, 1862 ; La Verrie, Vendée, 1945), homme politique.
- 23 octobre : Léon Durocher (Napoléonville, 1862 ; Paris, 1918), poète, dramaturge, humoriste, chansonnier et directeur de revue de langue bretonne.
- 20 novembre : Georges Palante (Blangy-les-Arras, Pas-de-Calais, 1862 ; Hillion, 1925), philosophe et sociologue.
- 9 décembre : Ernest de Chamaillard (Gourlizon, 1862 ; Eaubonne, Val-d'Oise, 1931), peintre de l'école de Pont-Aven.
- 22 décembre : Louis-Eugène Bagot (Broons, 1862 ; Roscoff, 1941), médecin, constructeur du premier établissement de thalassothérapie en Europe en 1899.

## Décès
- Jules Lequier (Quintin, 1814 ; Plérin, 1862), philosophe et théologien.
- 19 février : Joseph Legeard de La Diriays (Retiers, 1788 ; Rennes, 1862), homme politique.
- 24 février : Pierre-Édouard Brou (Versailles, 1786 ; Lorient, 1862), marin et administrateur colonial.
- 21 mars : Vincent Jean Marie Caradec (Vannes, 1783 ; Vannes, 1862), homme politique.
- 23 mars : Paul de La Gironière (Vertou, 1797 ; Calauan, Philippines, 1862), aventurier et explorateur.
- 6 avril : Alphonse Joseph Constant Bourelle de Sivry (Milan, 1799 ; Pleucadeuc, 1862), homme politique et haut fonctionnaire.
- 15 avril : Joseph Michel Félicité Vincent Robineau de Bougon (Bouguenais, 1773 ; La Cornuaille, Maine-et-Loire, 1862), militaire et homme politique.
- 11 juillet : César Marie François Varsavaux (Blain, 1779 ; Le Loroux, 1862), homme politique.
- 30 août : Jean-Baptiste Joseph Debay (Nantes, 1802 ; Paris, 1862), sculpteur.
- 4 octobre : René Constant Le Marant de Kerdaniel (Lorient, 1777 ; Paris, 1862), amiral et préfet maritime de Cherbourg.
- 25 novembre : Joseph Degousée (Rennes, 1795 ; Paris, 1862), militaire, ingénieur et homme politique.
- 14 décembre : Augustin de Chazelles (Lunac, Aveyron, 1779 ; Amélie-les-Bains, Pyrénées-Orientales, 1862), Préfet du Morbihan de 1818 à 1830.